# Aéroport international de Suceava
L'aéroport international Suceava Ștefan cel Mare (en roumain : Aeroportul Internațional « Ștefan cel Mare » Suceava) (code IATA : SCV • code OACI : LRSV) dessert la ville de Suceava, en Roumanie. Situé à Salcea, à 12 km à l'est de Suceava et à 30,5 km à l'ouest de Botoșani, l'aéroport est nommé en l'honneur du prince de Moldavie Étienne le Grand.

## Histoire
L’aéroport de Suceava, plus connu sous le nom d’aéroport Suceava Salcea, a ouvert ses portes en 1962 lorsque les premiers services commerciaux ont commencé avec TAROM. La piste a été bétonnée en 1963 et une aire de stationnement pour avions a été construite. Les services de TAROM ont été interrompus en 2001 et ont repris en 2004. Pendant cette période, l'aéroport n'était desservi que par Angel Airlines. En mars 2005, l'aéroport a été rebaptisé Aéroport Ștefan cel Mare et ouvert au trafic international.
En 2013, l'aéroport international de Suceava a lancé un chantier estimé à 39 millions d'euros pour la reconstruction et l'extension de l'ancienne piste de 1 800 m, la construction d'une nouvelle tour de contrôle et l'installation d'un nouveau système ILS. En août 2013, les travaux de construction ont commencé et le 12 janvier 2014 l'aéroport a été fermé afin de permettre la poursuite des travaux sur la piste. L'ancienne piste bétonnée a été démolie et une nouvelle piste en asphalte a été construite. L'aéroport a été officiellement rouvert le 25 octobre 2015.

## Installations
L’aéroport est situé à une altitude de 419 m au-dessus du niveau moyen de la mer. Il possède une piste en asphalte désignée 16/34 et mesurant 2 460 m de long, 45 m de large et six aires de stationnement.

## Compagnies aériennes et destinations
| Compagnies | Destinations                                                                                  |
| ---------- | --------------------------------------------------------------------------------------------- |
| TAROM      | Bucarest-H. Coandă                                                                            |
| Wizz Air   | - Milan-Malpensa, - Dortmund, - Londres-Luton, - Memmingen, - Rome Léonard-de-Vinci/Fiumicino |

Édité le 16/02/2020  Actualisé le 14/04/2023

## Situation
| \| 50 km1:1 922 000 \| Bacău Baia Mare-Maramureș Brașov Bucarest-Aurel-Vlaicu Bucarest-Henri-Coandă Cluj-Napoca Constanța Iași Sibiu Târgu Mureș Timișoara Arad Craiova Oradea Satu Mare Suceava |
| 50 km1:1 922 000 |

## Statistiques
| Année | Passagers , | Évolution | Vols , | Évolution |
| ----- | ----------- | --------- | ------ | --------- |
| 2005  | 7 734       | n / a     | 495    | n / a     |
| 2006  | 12 766      | 65,1%     | 801    | 61,8%     |
| 2007  | 20 792      | 62,9%     | 1 092  | 36,3%     |
| 2008  | 23 398      | 12,5%     | 1 036  | 5,1%      |
| 2009  | 32 561      | 39,2%     | 1,654  | 59,7%     |
| 2010  | 34 437      | 5,8%      | 1,556  | 5,9%      |
| 2011  | 27,208      | 21,0%     | 1 063  | 31,7%     |
| 2012  | 25 143      | 7,6%      | 948    | 10,8%     |
| 2013  | 20 054      | 20,2%     | 1 319  | 39,1%     |
| 2014  | 219         | 98,9%     | 34     | 97,4%     |
| 2015  | 2 359       | 977,1%    | 170    | 500,0%    |
| 2016  | 57 226      | 2,325.8%  | 1,783  | 948,8%    |
| 2017  | 262,165     | 358,1%    | 3,069  | 72,1%     |
| 2018  | 353,280     | 34,75%    | 3 446  | 12,3%     |
| 2019  | 430 123     | ,%        |        | ,%        |

Pour des raisons techniques, il est temporairement impossible d'afficher le graphique qui aurait dû être présenté ici.

Voir la requête brute et les sources sur Wikidata.

## Transport terrestre
L'aéroport est desservi par route principale reliant Suceava à Botoșani (DN29) qui fait partie de la route européenne E58.